# 블러디 먼데이
《블러디 먼데이》(Bloody Monday)는 일본의 만화이다. 2008년 10월에 TBS에서 텔레비전 드라마화 됐다.

## 개요
일본의 천재 해커인 고교생이 해킹 능력을 구사하면서 일본의 치안 기관과 협력, 무차별 대량 살생을 계획하는 테러 집단에 맞서는 이야기. ‘주간 소년 매거진’ 2007년 17호부터 연재되기 시작.
캐치카피는 어지러운 두뇌전,  예측불능 전개에서 눈을 떼지 마라!, 소년만화의 역사를 바꾸는 쇼킹 서스펜스 연재.
2009년 20호 (4월 15일 발매)를 끝으로 Season1이 종료, 2009년 46호 (10월 14일 발매)를 발매함으로 Season2 ‘절망의 상자~판도라의 상자~’가 시작되었다.

## 이야기
Season1
주인공 다카기 후지마루는 평범한 고등학교 2학년생. 평소에는 무기력하고 보잘 것 없는 소년이지만, 사실 천재적인 해킹 능력의 소유자. 정체불명의 카리스마 해커 FALCON(팔콘)으로서, 아버지 류노스케가 소속되어 있는 공안조사청의 한 조직 THIRD-i의 일을 돕고 있었다. 한편 극한의 땅 러시아에서 너무나도 위험한 바이러스를 손에 넣은 수수께끼의 여자 테러리스트 오리하라 마야는 일본으로 향하고, 후지마루가 다니는 미시로고교에 생물교사로 부임한다.
Season2 절망의 상자
블러디 먼데이로부터 2년 후. 후지마루는 예전과 같은 평화로운 나날을 보내고 있었다. 어느 날, 테러리스트에 의해 비행기가 하이잭되어 버린다. 그들의 목적은 테러 조직 ‘마탄의 사수’의 지도자로, 중한 범죄를 저질러 수감되어 있는 ‘히노 알렉세이’의 석방이었다. 후지마루는 다시 THIRD-i에게서 협조를 요청받지만, “FALCON(팔콘)은 두 번 다시 나타나지 않는다”며 거절한다. 테러를 향한 카운트다운이 시작되는 가운데, 후지마루의 본심은…?
그리고 제3의 황제를 둘러싼 싸움이 벌어진다.

## 등장인물

### 주요 인물
- 다카기 후지마루(미우라 하루마)

미시로고교 2학년생, 신문부 소속. 2년 후에는 아르바이트를 하는 재수생. 항상 노트북을 가지고 다닌다.
항상 게으름을 피우거나, 아이스케키를 하거나, 수업 중에 몰래 성인 게임을 하는 등 평소에는 행실이 불성실한 학생. 그러나 뒤에서는 천재 해커 FALCON(팔콘)으로, 고도의 해킹 능력을 구사하며 악인의 부정을 고발하고 있다. Season2에서 위저드급의 실력이라고 평가된다. 그 능력은 천성인 것으로, 이미 초등학교 4학년 때 유료 성인 사이트 해킹에 성공했다. 이것이 후지마루가 처음으로 성공한 해킹이다. 아버지 류노스케가 근무하는 공안조사청의 컴퓨터 시스템에 침입하게 되면서부터 아버지의 일을 돕고 있다. 그 일 중 하나로 청부 맡은 '크리스마스의 학살'의 해독을 발단으로, 일련의 테러 사건을 알게 된다. Season1 후반에서 정식으로 THIRD-i에 협조하여, 도쿄를 테러로부터 구한다.
블러디 먼데이 다음 일은, 비밀리에 설립된 자신의 전속팀 ‘팀 팔콘’의 리더로 테러 대책을 위해 움직인다(다만, 아오이 등 가까운 인물들에게는 "사건이 충격적이어서 해킹은 그만뒀다"고 거짓말).
'팔콘'은 성(姓)인 '타카'와 동음인 매를 영어로 바꾼 것.
신장 162cm (Season1)→172cm (Season2). B형. 사자자리. 7월 24일생. 좋아하는 음식은 피자.
- 구조 오토야(사토 타케루)

미시로고교 3학년생, 신문부 부장. 2년 후에는 도쿄 대학 법학부에 재학. 할아버지 마사무네가 법무대신, 아버지가 법무성에 근무하는 엘리트 집안의 자제이자, 후지마루와는 어릴 때부터 친하게 지내온 친구. 후지마루가 팔콘인 것을 진작에 알고 있었고, 해킹이나 류노스케의 일을 돕는 것에 대해서도 후지마루 본인에게 들었다 (후지마루는 이것을 '백업'이라고 표현한다). 전국 대회를 2연패한 궁도의 명수로, 60m 앞에 있는 사람도 쏠 수 있는 실력을 가졌다. 가정은 유복, 집은 후지마루가 길을 잃을만큼 넓다. 러시아어를 할 수 있다. 어렸을 때 유괴당해 류노스케의 도움을 받은 적이 있다. 컴퓨터를 사용하지 않는 장면에서는 후지마루를 지원하는 씬이 많다.
사람이나 사물에게서 일정한 거리를 두는 냉정한 태도가 많아, 마사무네에게 "남을 믿지 않는다"는 말을 듣는다. 그러나 하루카를 좋아해서 하루카에게만은 다정다감한 성격. 본인은 짝사랑이라고 생각했지만, 사실 하루카도 자신을 좋아하는 걸 눈치채지 못한다.
신장 176cm. A형. 양자리. 4월 4일생. 좋아하는 음식은 은행이 들어간 일본식 달걀찜과 단것.
- 오리하라 마야(키치세 미치코)

프리랜서 스파이. '오리하라 마야'라는 이름은 가명. 기본적으로 영리목적인 성격이라, 직장의 조직 이념에는 아무런 공감을 하지 못한다.
Season1에서는 러시아에서 BLOODY-X를 입수, 그 후 러시아 연방 보안청의 첩보원을 살해한 뒤, 팔콘에 의해 성희롱 행각이 드러나 해고된 아요고교 생물 교사 히카게의 후임으로 후지마루 앞에 나타난다. K에게 무한 신뢰를 받고 있고, 직접 지시를 받아 움직이고 있었지만 후지마루 일행에 의해 THIRD-i로 연행되고 사법거래를 제안한다. 그 후, 호쇼와 함께 후지마루와 가노를 항구로 끌어들이고 후지마루를 연행, 하루카와 오토야를 빌미로 THIRD-i의 해킹을 명령한다. J가 카페에서 후지마루와 대면했을 때는, 가짜 바이러스 살포 정보로 혼란을 가중시켰다. 나중에 K의 명령으로 가미시마를 사살한다.
K에게서 신뢰받는 반면, J에게서는 실수를 엄중하게 추궁받아 공포를 느끼고 있다. 호쇼와 친구에 가까운 사이가 되고 있었던 그녀의 동요를 두려워 한 J는, 호쇼의 죽음을 알지 못하도록 배려한다.
Season2에서는 갑자기 후지마루에게 ‘마탄의 사수’의 정보를 제공한다. 그 후 제3의 황제 해체에 필요한 키와 바꿀 1억 달러를 요구. 후지마루와의 흥정으로 1억 달러를 감쪽같이 가로챈 뒤 헬기나 고속 잠수정 등의 덫을 깔아 놓고, 어떠한 수단으로 도망친다.
신장 166cm, O형, 황소자리. 4월 28일생. 좋아하는 음식은 돼지고기와 상어 지느러미.

### 후지마루 관계자
- 다카기 하루카(카와시마 우미카)

후지마루의 동생. 미시로중 3학년생. 2년후에는 고교 2학년생. 신부전증이 있기 때문에, 정기적으로 인공 투석을 받고 있다. 오토야를 좋아하지만, 짝사랑이라고 생각하고 있다. 외설적인 것에 대한 면역은 전혀 없어, 후지마루의 장난에도 금세 얼굴이 빨개지며 화를 낸다. 호쇼를 잘 따랐었기 때문에 그녀의 배신과 죽음에 통곡한다.
마사무네와 함께 보건소에 갔을 때 BLOODY-X에 감염된 히데가 발병하는 모습을 목격한다. 자신도 감염되지만 항바이러스제의 도움을 받는다.
Season2에서는 후지마루가 테러 저지에 힘쓰고 있는 것을 알고 있지만, 류노스케가 해외출장 중이라는 거짓말은 굳게 믿고 있다. 그러나 류노스케가 병원에 실려가면서 모든 사실을 알게 되고, 그 죽음을 지켜보게 된다. 그 후, 후지마루의 권유로 류노스케의 신장을 이식 받는다.
신장 152cm. O형. 게자리. 좋아하는 음식은 케이크.
- 아사다 아오이(후지이 미나)

미시로고교 2학년생, 신문부 부부장. 2년 후에는 대학 문학부에 재학. 류노스케가 자원봉사로 가르치고 있는 가라데를 배우는 학생 중 한명으로, 가라데 전국 대회 여자 최연소 챔피언. 류노스케를 상당히 연모한다.
후지마루가 FALCON(팔콘)인 것을 몰랐을 때는 그가 항상 인터넷으로 성인 게임이나 19금 사이트를 본다고 생각하고 있었다.
신장 162cm. AB형. 천칭자리. 좋아하는 음식은 패스트푸드점의 애플파이와 오징어 젓갈.
Season2의 초반부 이후로는 등장하지 않으며, Season3의 에필로그에 특별출연한다.
- 안자이 마코(도쿠나가 에리)

미시로고교 1학년, 신문부 소속. 후지마루에게는 '안코'라고 불리지만, 본인은 그 호칭을 싫어한다. 팬사이트를 개설할 만큼 팔콘에 심취했고, 그 정체가 후지마루라는 것을 알았을 때는 매우 흥분했었다. 또 팔콘인 후지마루를 존경하고 있다. 외설적인 면역은 전혀 없으며, 성희롱은 절대 허용할 수 없다고하는 자세는 아오이와 같다.
히데와 친해서 서로 개인적인 통화로 연락을 취하고 있다. 또, 그가 BLOODY-X에 감염, 발병됐을 때는 도망치지 않고 간병했다. 결국 자신도 감염되고, 항바이러스에의 도움을 받는다 (실제로는 사전에 백신을 접종, 후지마루의 신뢰를 얻기 위해 연기하고 있었다). K의 자세한 사항은 가미시마 파 참조.
신장 149cm. 전갈자리. 좋아하는 음식은 무화과와 포도빵.
- 다치카와 히데(히사노 마사히로)

미시로고교 1학년, 신문부 소속. 16세. 타치카와 수도 시설의 사장인 아버지가 마리아와 재혼했기 때문에, 라울이라는 이름의 어린 이복 동생이 있다. 마리아와 마우로가 BLOODY MONDAY에 관련되어 있는 것을 모른채 가족으로 살아왔다.
수상한 눈초리와 호흡으로 마야의 가슴에 대해 이야기하는 등 약간 위험한 면이 있다. 그러나 아주 중요할 때 겁쟁이가 되는 부분도 있어 위험한 일에 연관된 후지마루를 멀리한다.
감기에 걸렸을 때 마리아에게 받은 가짜 캡슐을 먹고 BLOODY-X에 감염. 다음 날, 마코와 함께 미시로고교에 숨어들었을 때 발병하고, 후지마루의 지시를 받아 죽을 각오로 마우로에게 향한다. 마우로의 진실을 알게 된 후 총으로 복부를 맞아 사망.
신장 156cm. O형. 사수자리. 좋아하는 음식은 (마리아가 만든) 햄버거와 새우 튀김.
- 미즈사와 히비키(쿠로카와 토모카)

Season2부터 등장. 후지마루의 아르바이트 동료인 여대생. 그러나 그 정체는 누군가가 보낸 스파이며, 감시를 위해 후지마루 일행과 함께 다닌다.

### THIRD-i
공안조사청에 있는 테러나 국가 쿠데타 등의 방지를 목적으로 한 치안 유지 조직.

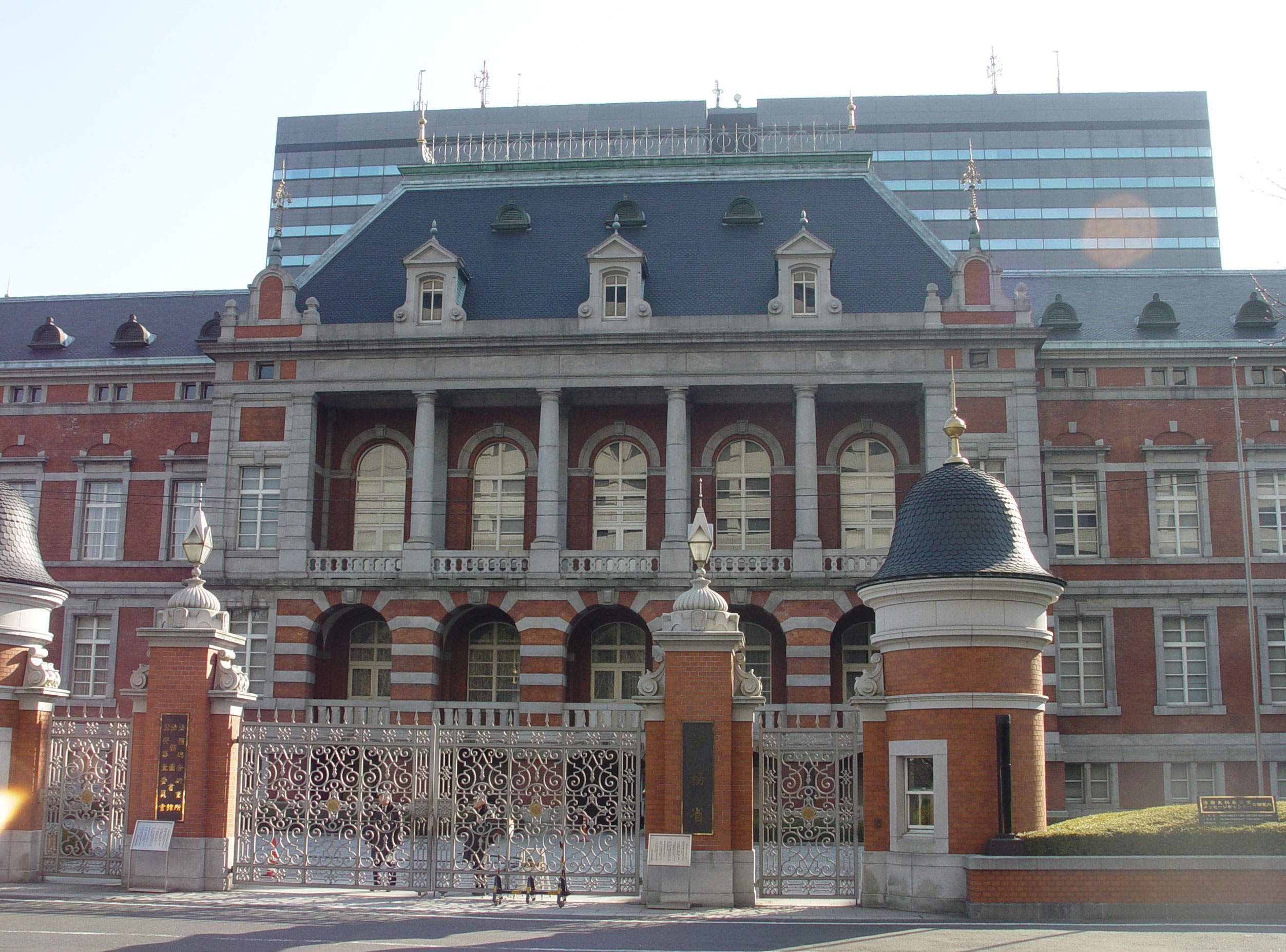
실제 공안조사청 (뒷쪽 건물)

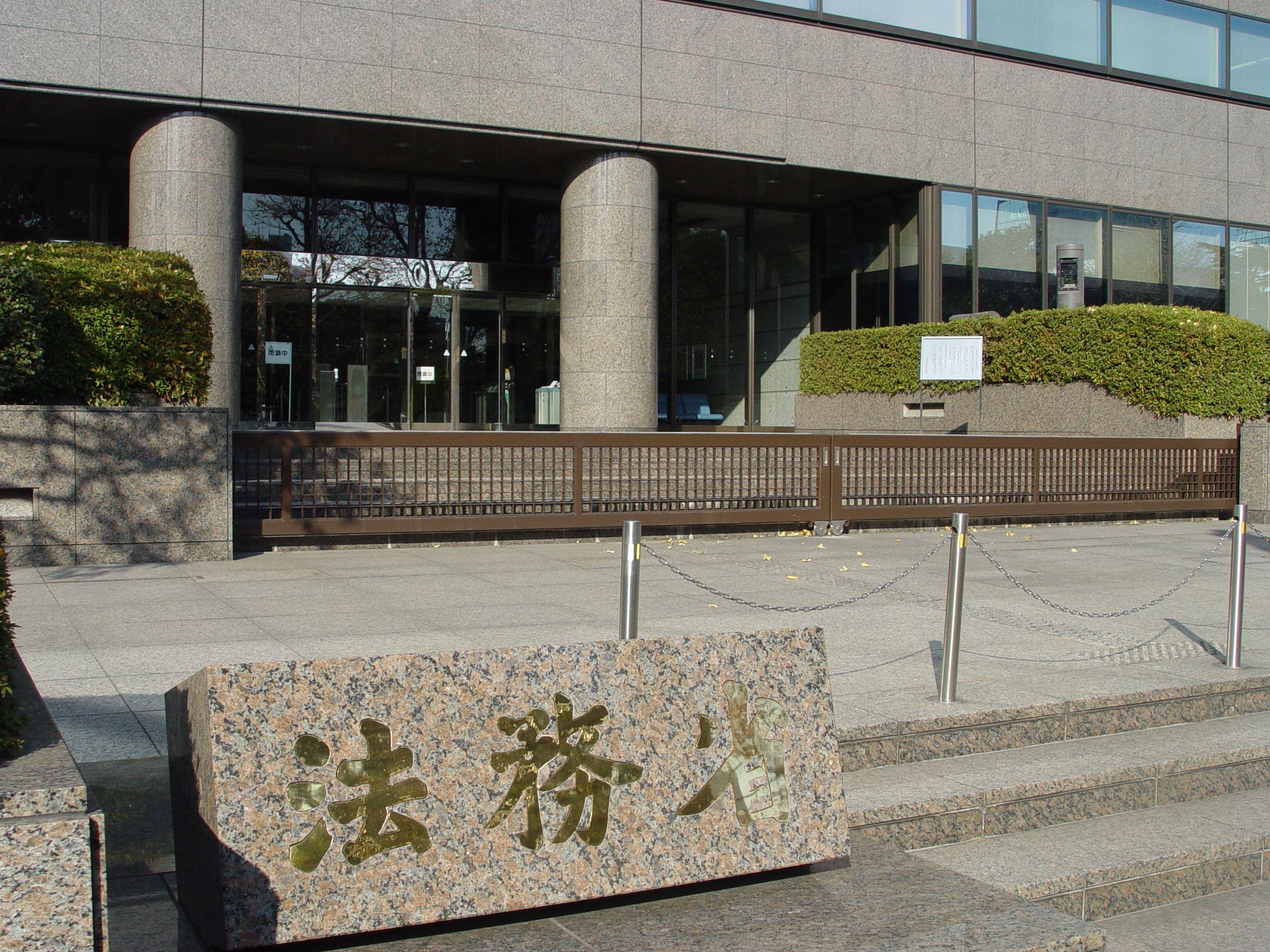
실제 공안조사청 조사 제1부가 설치한 중앙 합동 청사 6호관 정면 현관

- 소노마 다카오(나카하라 타케오)

THIRD-i 국장 (局長). 별명은 성을 음으로 읽은 '엔마 사마'. 후지마루도 "얼굴만 보살인 엔마 사마"라고 부른다. 카미시마가 탈옥할 때까지 러시아 출장중이었다.
- 아키타 코이치

THIRD-i 과장 (課長). 러시아 출장중에 돌아오면서, 유일하게 신뢰를 주고 있던 류노스케에게 몰래 접촉한다. 데이터 파일을 건네지만 잭 데이먼에게 살해당한다.
- 카마타 켄이치로

THIRD-i 과장 (課長). 테러대응에 결과를 못 내어 현장지휘관에게 보직해임 당한 키리시마의 뒤를 이어 취임한 캐리어 관료. 잠시 동안은 THIRD-i의 지휘를 하지만, 현장에 대한 이해가 없고 권력에 순종하는 방식의 지휘를 함에 따라, 부하와 후지마루의 신뢰를 얻지 못한다. 작전을 보고하지 않고 맘데로 행동하는 것을 구실로, 모두 있는 앞에서 후지마루를 질책한다. 결국 키리시마에게 지휘권을 박탈당해 보직에서 물러난다.
- 다카기 류노스케(타나카 테츠시)

THIRD-i 부장 (副長)이자 다카기반 반장. 후지마루와 하루카의 아버지. 43세. 동료나 부하들에게서 존경 받고 있다. 감시 때문이긴 해도 후지마루에게 일을 돕게하는 것에는 복잡한 심경. 테러리스트에 의해 오키타 살해 누명이 씌여 전국적으로 지명 수배된다. 오키타의 유품 파일을 카노에게 건네고 병원으로 수용되지만, 이바의 계획으로 탈출, 미시로고교에서 후지마루 일행과 만나 학교를 포위하고 있던 테러리스트들을 따돌린 후 THIRD-i에 보호된다. 그 후 THIRD-i의 과장으로 승진.
season 2:'마탄의 사수'에의 잠입 수사 때문에 표면상으로는 지명 수배자 신세지만, 조직의 멤버 비스트로서 히노 알렉세이의 동향을 감시하는 임무를 맡게 된다. 그러나 제3의 황제가 있는 장소를 알아낸 후 히노에게 스파이인 것이 들통나 총격을 받고 독이 주사된다. 구조하러 온 후지마루 일행들에 의해 독은 제거되었지만, 출혈 과다에 대해서는 손을 쓸 수 없어 옮겨진 병원에서 숨을 거둔다.
- 키리시마 고로(요시자와 히사시)

THIRD-i 다카기반의 멤버중 한명으로 주임(主任). 28세. 류노스케의 부재 이후 반을 지휘한다. 후지마루의 지식과 행동력을 높이 평가하고 있어, 그가 적극적으로 THIRD-i의 활동에 합류하는 것을 허가한다.
- 호쇼 사유리(카타세 나나)

THIRD-i 다카기반의 멤버중 한명. 28세. 과거에는 자위대 특수 부대에 소속해 있었다. 격투 기술이 뛰어나기 때문에, 자칭 잠입 수사의 프로.
그 정체는 테러 조직이 보낸 스파이로, 조직 본래의 목적과는 달리 오빠에게 횡령 누명을 씌워 자살로 몰아넣은 국가에의 복수를 계획하고 있다. 후지마루와 카노에게 정체를 들켜 도망치나 THIRD-i에 의해 빌딩 옥상으로 몰리게 되자 총을 꺼내려는 순간 사살된다.
- 가노 이쿠마(마츠시게 유타카)

THIRD-i 다카기반의 멤버중 하나. 32세. 사격 전문가. 마야와의 사법 거래 현장으로 향할 때, 배신한 호쇼에게 머리를 총으로 맞았지만, 총알은 살상 능력이 전혀 없는 고압전류총알이었던 덕분에 기절만 했을 뿐 목숨은 건졌다. 호쇼가 자신을 쏜 것에 대해서는 한마디도 언급하지 않고, 마지막까지 그녀를 구하려 해서 호쇼가 사망한 뒤에는 복수를 위해 J파를 미행한다.
- 사카키 마사키

THIRD-i의 일원이자 무장팀의 반장. 류노스케와는 예전부터 알던 사이.
- 미나미 카오루(아시나 세이)

THIRD-i의 일원. 원래는 사카키가 지휘하는 반 소속이었지만, 호쇼의 사망 이후부터 후지마루의 호위를 담당한다. 후지마루와는 대조적으로 사이버 기술은 전혀 없으며, 휴대 전화도 그다지 신뢰하지 않는다. 호쇼 이상으로 남자못지 않은 언행 때문인지 카노에게는 "섹시함이 없네-"라는 말을 듣는다.
블러디 먼데이 이후에는 자위대에 있었지만, 마탄의 사수에 의한 테러 발생에 따라 THIRD-i로 복직한다.
- 구도(불명)

THIRD-i의 일원. 항바이러스제가 있는 장소를 찾을 때 키리시마의 보좌로 등장. 처음에는 후지마루를 불신했지만, 그의 능력을 직접 보게 되면서 후지마루를 인정한다. 항바이러스제를 발견하고 가져가려할 때 마야에게 살해 당한다.
- 사와키타 미키(이나미 아츠코)

THIRD-i의 일원으로 안경을 쓴 여자 직원. 주로 키리시마를 보좌 한다.
- 야지마 유고

THIRD-i의 일원. 약혼자 모리미와 함께 BLOODY-X에 감염되지만, 후지마루가 조달한 항바이러스제로 자신만 목숨을 건진다. 모리미가 죽은 후에는 분석관으로 현장에 복귀한다.
Season2에서는 표면상으로 THIRD-i를 퇴직하고, 카페 ‘도마리기’의 마스터로 지내며 후지마루를 서포트한다. 그러나 아지트를 급습한 마탄의 사수에게 왼쪽 엄지 발가락을 절단 당하고 납치된다.
- 모리미 사츠키

THIRD-i의 일원. 야지마의 약혼자. BLOODY-X에 감염. 항바이러스제를 접종하지만 곧 사망한다.
- 니시카와

카마타의 비서로 THIRD-i에 부임된 여성. 사실 카미시마 파의 스파이. 육체적인 관계를 가지며 카마타를 이용하지만, 후지마루에게 들켜 구속된다.
- 구스노키

사카키반의 대원. 중성자 폭탄을 멈추기 위해, 후지마루가 만든 LAN 어댑터에 접속하는 역할이 부임된다. 그러나 직전에 마야에게 저격당해 팔에 부상을 입고는 LAN 어댑터를 떨어뜨려 버린다.
- 마키하라 신지

류노스케가 마탄의 사수에 잠입했을 때부터 THIRD-i에 들어온 신인. 비스트(류노스케)와 시라키가 일으킨 하이잭 사건 때 우연히 그 비행기에 타있었고, 잠입 작전임을 모른채 두 사람을 붙잡기로 하지만, 류노스케에게 맞아 기절한다. 가스 폭발 테러 때는 마야에게 미행을 당하는 등, 동료들에게서의 평가는 별로 좋지 않다.

### 가미시마 파
- 가미시마 시몬(시마다 큐사쿠)

종교 단체의 교주. 52세. 테러 조직의 숨은 실력자로서, K와 J를 키워 조직을 확대하는 인물. 카리스마와 뛰어난 언변으로 다수의 신자를 모았다. 러시아인의 피를 물려 받았고, 그것을 자랑스럽게 생각한다. 국가 전복(轉覆) 테러를 일으킨 주도자로서 사형이 확정되어 구치소에 수감되어 있었다. 그러나 J 일행의 힘으로 탈옥하고 교단과 합류한다. 하지만 수감중에 마사무네의 제안으로 인해 체내에 방사능 물질이 쌓인 것을 후지마루 일행이 추적해 아지트를 습격 당하고, 도주 중에 마야에게 살해 당한다.
우수한 유전자를 가진 11명의 여성 사이에 아이를 갖고, 아이를 '별'이라 부른다.
- K(도쿠나가 에리)

테러 조직의 리더. 지극히 높은 두뇌를 가졌다. 잭이나 마리아와 휴대 전화로 직접 연락을 하거나, THIRD-i에 붙잡힌 마야가 절대 자백하지 않을 거라고 믿는 등, 일부 부하는 신뢰하고 있다. 그러나 임무에 대한 의식 차이를 내비치는 가미시마를 처리하는 일을 그의 아들인 J의 허락 없이 명령하고, 또 J의 허락 없이 스스로 2대 교주를 자칭하며, 궁지에 몰린 J를 돕지 않는 등 불신하는 경향도 있다. ‘팔콘’의 처우에 대해서도 J와 대립, 불만을 가지지만 따르고 있다. 가미시마 시몬의 11번째 아이, '혼의 별'.
정체는 후지마루 일행의 후배인 안자이 마코다. 가미시마가 사망한 후에는 적극적으로 움직이며, 여러 가지 방법으로 후지마루 일행을 농락한다.
- J(나리미야 히로키)

테러 조직의 참모. 본명은 '간자키 준'. 맛을 별로 느끼지 못해, 좋아하는 음식은 부담없이 먹을 수 있는 것, 짠 것. 특히 칼로리가 높은 음식을 좋아한다. 후지마루에 필적할 만한 두뇌를 가지고 있다. 본인도 그것을 자각, 자신과 후지마루를 비교할 때가 많다. 자신도 신의 피를 물려 받은 사람(가미시마 시몬의 후계자)이라고 발언 하고 있지만, 그다지 신앙심은 없으며 오히려 그것을 혐오하고 있다.
조직의 계획을 하루카에게 말한 호쇼를 숙청(肅淸)하려하거나, THIRD-i에 연행된 마야를 엄격하게 추궁하는 등, 계획에 차질을 빚은 부하를 매우 싫어한다. 단, 미하엘에게는 상당한 신뢰를 하는 듯 해서, 시키무라의 파일을 손에 넣는데에 실패했을 때도 나무라지 않거나, 자신의 본심이나 사상 등을 이야기했다. 또, 야곱이나 카인, 아벨 등 자신의 직속 부하에게도 일정한 신뢰를 가지고 있다.
임무를 게임정도로 생각하며 즐기고 있고, 후지마루 역시 그렇다고 착각하고 있기 때문에 K와의 의견 충돌이 있다. 때문에 K를 신뢰하지는 않고 있다. 오토야와는 이부형제, K와는 이복남매다. 가미시마 시몬의 10번째 아이, '지혜의 별'.
오토야와의 관계의 진실을 알린 직후 오토야에게 맞아 아지트 하수구로 떨어지지만 생존해 지방으로 도망. 블러디 먼데이 직전에는 후지마루 일행에게 조언을 구하기도 한다.
- 잭 = 데이먼

국제 지명 수배된 청부살인 업자. 전 (前) SWAT 대원이었지만, 한번 엉뚱한 사람을 죽여 면직되었다. 왼쪽 손등에 나비 문신이 있는 것이 특징. 마야와 같이 직접 K의 지시를 받고 있기 때문에 미하엘이나 야곱 등 다른 동료들과는 따로 행동할 때가 많다.
우수한 저격수. 오키타, 시키무라를 한번에 죽이고, 하루카와 도미나가를 납치한다. 파일을 빼앗기 위해 류노스케와 무나카타를 노리지만, 후지마루 일행에게 저지되어 오른손을 잃는다. 전투력은 높아, 생물화학연구소에서 탈출할 때는 한쪽 손만 가지고 총을 소지한 경찰의 포위망을 괴멸시켰다.
미시로고교를 포위했을 때는 후지마루의 위장 지시에 속아 교내의 동료들을 사살해 버린다. 총성을 들은 다른 동료에게서 모스 신호로 속았다는 것을 알게 되지만, 후지마루의 다음 작전으로 카노와 미나미에게 전신 총격을 받아 사망한 듯 보였다. 그러나 보건실에 나타난 후지마루 일행을 습격. 급히 달려온 류노스케가 쏜 총에 머리를 맞고 완전히 사망한다.
- 시로타

도미나가의 남편인 척 한다. 하루카를 납치해 도주한다. 후지마루의 활약으로 체포되지만, THIRD-i에 연행되기 전에 음독 자살한다.
- 이바 마사히로

경시청에서 파견된 수사관. 잭, 시로타와 공모해 형사를 사살하고, 그 죄를 류노스케에게 뒤집어 씌운다.
- 다치카와 마리아

히데의 양어머니. 필리핀 마닐라 출신답게 피부색이 조금 짙다. 발음이 약간 사투리 같긴 하지만 일본어는 능숙하다. 히데에게는 어머니로 인정받으려 하지만, 혈연관계가 아닌 것을 받아들이지 못하는 히데 때문에 쉽지가 않다. 몰래 K와 연락을 취하고 있다.
히데에게 감기약이라는 거짓말로 바이러스를 넣은 캡슐을 먹게 해 BLOODY-X에 감염시킨다. K로부터의 임무 종료 연락과 귀환 명령을 받은 후, 히데의 아버지마저 사살한다.
- 마우로 = 아라비리아

마리아의 친동생. 조직에 심취해 있다. 타치카와 수도 시설에 근무하고 있고, 경영자인 히데의 아버지를 의형제라고 부른다. 공사(公私)에서 모두 신뢰받고 있지만, 타치카와 가를 일본에서의 테러 활동의 방패막으로 이용하고 있다. 그러나 히데에게는 최소한의 양심의 가책을 느끼고 있다. 카미시마가 수감되어 있던 구치소에 공사 작업원으로 드나들고 있었다.
평소에는 다소 사투리 같은 말투지만, 히데를 사살할 때는 유창한 일본어로 말을 한다. 히데를 사살한 직후, 후지마루의 위장 지시로 자신을 적으로 오해한 잭에게 사살 당한다.
- 미하엘

정보기술 담당. 안경을 쓴 청년. J에게서 직접 명령을 받고 있다. 후지마루에게는 미치지 못하지만, 그의 THIRD-i의 시스템 해킹 방법을 딱 한번 보고도 기억하고, 먼저 침입해 바이러스 데이터를 심어 놓는 등 수준 높은 해킹 능력을 가지고 있다. J에게 신용받고 있고, 때문에 다른 부하들과는 다르게 사담을 할 때도 있다.
가미시마가 탈옥할 때는 J와 함께 도망친다.
- 야곱

얼굴이나 몸집이 카미시마를 닮았다. THIRD-i가 습격해 올 때, 가미시마를 놓치기 위한 함정이 된다. 그 후, 조직을 배신한 마야를 총으로 쏘기로 하나 실패. 중성자 폭탄 기폭에 실패한 후, J와 함께 행동하고 있다.
기계에 약해서, 미하엘의 컴퓨터가 바이러스에 감염됐을 때 컴퓨터를 때려부쉈다.
- 카인

금발에 장발 여성. 여동생 아벨과 항상 함께 행동한다. 후지마루와 J가 대면한 카페에서, 바이러스에 감염된 일반 손님으로 위장해 가게 안을 혼란시킨다. 마야의 실태에 신경질을 내는 감정 등을 과묵한 아벨에게 쏟아낸다. 주로 총을 사용한다.
중성자 폭탄 기폭에 실패한 후, J와 함께 행동하고 있다.
- 아벨

교복을 입은 소녀의 모습. 언니 카인과 항상 함께 다니고, 박진감 넘치는 연기로 가게를 혼란시킨다. 좀처럼 이야기하지 않는다. 주로 칼 등을 사용한다. 유원지에서 미나미와 싸움을 일으킨다.
중성자 폭탄 기폭에 실패한 후, J와 함께 행동하고 있다.
- 유다

K와 직접 연락을 취하고 있는 안경 쓴 남자. 자신의 계획을 추진하는 K에게 불신해 도쿄 타워에서 반기를 들다 사망한다.
- 홀넷(카미키 류노스케)

K에게 고용된 크래커. 크래커 사이에서는 유명한 존재이며, 해킹으로 수많은 범죄를 저지르고 있다. 팔콘인 후지마루보다 자신이 훨씬 훌륭하다는 것을 증명하기 위해, 방해 공작을 꾸미나 역으로 후지마루가 설치한 덫에 걸려 패배. 자신의 범죄 기록을 포함한 개인 정보를 보낸 후지마루에 의해 THIRD-i에 체포되었다.

### 마탄의 사수
히노 알렉세이가 거느리는 테러리스트 집단으로 Season2에서 등장. 멤버는 이야기나 민화의 등장 캐릭터 이름을 코드네임으로 하고 있다.
- 히노 알렉세이 / 킹 아더

마탄의 사수의 리더. 전(元) 우주비행사. 8년 전에 ‘제3의 황제’를 둘러싼 테러 사건으로 체포되었지만, 비스트와 시라유키에 의한 하이잭의 교환조건으로 석방. 가미시마 이상으로 위험한 인물. 이야기 전개의 중요한 열쇠를 쥐고 있다.
- 다카기 류노스케 / 비스트

THIRD-i를 참조.
- 에마 유키 / 스노우 화이트

마탄의 사수의 홍일점. 8년 전에는 히카게의 제자이자, 성희롱 피해자였다. 마음에 상처를 입고 자살을 시도하려던 찰나, 알렉세이의 도움을 받아 조직에 합류했다.
- 피터팬

마탄의 사수의 해커로, 위저드급 능력의 소유자. 인터넷상으로 후지마루에게 해킹 테크닉을 가르친 적이 있다.
- 헨젤

백인 남성.
- 밤비

스님.
- 한스

모토하라 발 작업원. 히비키에게 살해당한다.

### 그 외
- 시키무라 소스케(진보 사토시)

다카기 부부와는 학창 시절부터의 친구. 대학 교수. 도망자가 된 류노스케에게서 BLOODY-X의 분석을 의뢰 받아 결과를 건네주기로 하지만, 증거 은폐를 꾸미는 잭에게 저격 당해 사망.
- 후나키 간스케

경시청에서 파견된 수사 제1과의 형사이자, 이바의 상사. 류노스케를 쫓고 있었지만, 이바에게 배신당해 사망한다.
- 다카기 카나코

후지마루의 어머니. 남편 류노스케와는 대학교 때부터 교제했다. 생전에는 블로그를 운영했고, 후지마루는 컴퓨터 조작법을 어머니에게서 배웠다고 진술하고 있다.
- 무나카타 히토미

류노스케의 옛 친구. 테러 조직의 협박에 간첩으로 활동했지만 THIRD-i에 구속되어, 사샤의 심문으로 조직의 거점에 대해 증언한다. 카미시마 파에 협력한 이유는, 유전자 상으로 자신의 딸인 안자이 마코(K)를 인질로 잡혀 위협을 당한 것이지만, 두 사람의 혈연관계에 대한 진위는 분명치 않다.
- 구조 마사무네(류 라이타)

법무대신이자 오토야의 할아버지. 일 때문에 몇 십년만에 학교를 방문하게 되었지만, 하루카와 함께 보건실로 향했을 때 BLOODY-X에 감염 되어 발병한 히데를 목격하고, 자신도 바이러스에 감염된다. 그 후 항바이러스제의 도움을 받아 바이러스를 치료한다.
카나메가 가미시마의 아이 J를 낳은 것을 알게 되어 어린 오토야에게서 억지로 떼어 놓은 것이, 오토야와의 갈등의 시작이었다.
Season2에서는 총리대신으로 취임하나 마탄의 사수의 테러에 직면하게 된다.
- 도미나가 쿄코

하루카의 주치의. 하루카와 함께 납치, 후지마루에게 구출 된다. 호쇼에게 남편의 목숨을 빼앗긴다.
- 사샤 = 가바레후스키

러시아 연방 보안국(FSB)의 에이전트. 마야가 러시아에서 가져 온 BLOODY-X라는 중성자 폭탄의 행방을 쫓아 일본으로 날아간다. 가노와는 2년 전까지 교우관계가 있었다.
- 히카게(나미키 시로)

야요고교의 생물 교사. 별명은 '피카케'. 소행이 불량스런 여학생에게 성희롱을 하는 악덕 교사. 동급생을 자살 미수로 몰아넣은 것에 분노한 ‘팔콘’(후지마루)의 해킹으로 변태적인 성희롱 행위가 드러나 퇴직하게 된다. Season2에서는 어떠한 죄로 복역하고 있었지만, 스노우 화이트에게서 제3의 황제가 있는 장소의 정보를 알아내려 하지만 오히려 히노에게 이용 당하고, 마탄의 사수에 납치 된다.
- 구조 카나메

오토야와 J의 어머니. 마사무네의 손자이자 자신의 아들인 오토야와 생이별을 하게 된다.

## 용어 해설
- THIRD-i

공안조사청에 있는 테러나 국가 쿠데타 등의 방지를 목적으로 한 치안 유지 조직. 각종 엘리트들이 총 집합한 조직으로, 통칭 조사 제1부 제3과. 일반적으로는 그 존재자체가 알려져 있지 않다.
작품 중에 THIRD-i의 직원은 총기를 소지하는 등 늘 무장을 하고 다니고, 용의자 구속 등 THIRD-i가 사법 경찰권을 소유한 것처럼 그려지지만, 실제 공안조사청은 관할 지역 파괴 활동 방지법이나 단체 규제법 등을 규제하는 순수한 정보 기관이며, 직원은 특별사법 경찰 직원이므로 사법 경찰권이나 법 집행권을 행사하는 권한은 일절 없다.
- 크리스마스의 학살

마야에게 살해된 러시아 첩보원이 숨기고 있던 데이터 파일의 명칭. 안에는 러시아의 한 역을 촬영한 영상이 있고, 영상 마지막에는 역에 있던 모든 사람들이 피를 토하며 사망하는 장면이 찍혀 있었다. 러시아에서 바이러스를 입수한 마야가 감염 폭발 실험을 위해 제공자에게 바이러스를 감염시킨 것이 원인으로 일어난 사건.
또, 이 파일은 THIRD-i도 해독 불가능 했던 것을 후지마루가 해독. 영상에 함께 찍혀있는 마야를 보고 아연실색한다.
사실 바이러스가 아닌 (중성자 폭탄에 의한) 강력한 방사선이 원인이라고 밝혀졌다.
- 종교 조직의 국가 전복 테러 계획

종교 조직에 의한 대규모 테러 계획. Season1에서 어떤 기업의 시스템을 해킹한 후지마루가 발견한 뒤 THIRD-i에 보고해, 테러 주모자이자 교주인 가미시마 시몬이 체포되어 테러 계획은 저지되었다. 또, 후지마루는 그 테러 계획을 류노스케에게 알려줄 때 자신이 ‘팔콘’인 것을 고백하고 이후에 THIRD-i에 협력하기로 한다.
- 경시청 독가스 테러 사건

Season1에서 2년 전 8월, 종교 조직의 신자 15명이 체포된 교주의 탈옥을 계획해 독가스를 무기로 경시청을 테러한 사건. 교주의 탈옥은 실패했지만, 87명의 사상자를 낸 독가스 테러 사건이었다. 이 테러를 일으킨 종교 조직은 괴멸한 것으로 여겨졌지만, 실제로는 지하에 잠복해 활동을 계속하고 있었다.
- BLOODY-X

소련에서 천연두 바이러스와 에볼라 바이러스를 합쳐 만들었다. 증상은 구토와 발열로 시작하고 다음은 피부가 짓무른다. 마지막에는 전신 점막에서 출혈이 일어 사망한다. 발병 후의 생존률은 전용 항바이러스제를 투여했을 경우를 제외하고 제로인 위험한 바이러스.
감염 후 3시간 이내에 발병하고, 주로 물이나 접촉으로 감염이 확산된다. 인체 감염 및 발병을 통해 활성화 되고, 그 감염력이 대폭으로 늘어나는 특징이 있기 때문에, 활성화가 되기 전의 상태에서 공기에 감염이 되는 확률은 그다지 높지 않다. 섭씨 60도로 사멸한다.
- 제3의 황제

소련이 만든 역사상 가장 강력한 수소폭탄 차르 봄바. 몇 년 전 러시아에서 마탄의 사수에게 빼앗겨, 도쿄의 지하에 숨겨져 있다.

## 서적
단행본
- Season 1

1. 2007년 8월 17일 발행 ISBN 978-4-06-363874-5
2. 2007년 9월 14일 발행 ISBN 978-4-06-363895-0
3. 2007년 11월 16일 발행 ISBN 978-4-06-363919-3
4. 2008년 2월 15일 발행 ISBN 978-4-06-363955-1
5. 2008년 4월 17일 발행 ISBN 978-4-06-363978-0
6. 2008년 7월 17일 발행 ISBN 978-4-06-384015-5
7. 2008년 9월 17일 발행 ISBN 978-4-06-384046-9
8. 2008년 11월 17일 발행 ISBN 978-4-06-384069-8
9. 2008년 12월 17일 발행 ISBN 978-4-06-384077-3
10. 2009년 3월 17일 발행 ISBN 978-4-06-384115-2
11. 2009년 5월 15일 발행 ISBN 978-4-06-384139-8

- Season 2 절망의 상자

1. 2009년 12월 17일 발행 ISBN 978-4-06-384230-2
2. 2010년 2월 17일 발행 ISBN 978-4-06-384257-9
3. 2010년 5월 17일 발행 ISBN 978-4-06-384304-0
4. 2010년 8월 17일 발행 ISBN 978-4-06-384348-4
5. 2010년 10월 15일 발행 예정

관련 서적
- BLOODY MONDAY Ver.0 2009년 5월 15일 발행 ISBN 978-4-06-375713-2
- BLOODY MONDAY 팔콘의 컴퓨터 해킹 2009년 12월 17일 발행 ISBN 978-4-06-375847-4

## 텔레비전 드라마
2008년 10월 11일부터 12월 20일까지 TBS에서 매주 토요일 19:56 - 20:54에 방송. 첫화는 19:00 - 20:54, 2시간 스페셜로 방송 되었다.
도호와 TBS가 공동으로 제작한 매주 토요일 19:56 - 20:54 제3탄 작이다.
2010년 1월 23일부터 Season2가 방송되었다. 첫화는 Season1과 같은 시간에 2시간 스페셜로 방송되었지만 시청률은 Season1은 두 자릿수였던 것에 반해, Season2는 2008년에 방송된 《연공》 이후 처음으로 한 자릿수를 기록했다.

### 캐스팅
- 다카기 후지마루 : 미우라 하루마
- 오리하라 마야 : 기치세 미치코
- 구조 오토야 : 사토 타케루
- 가노 이쿠마 : 마츠시게 유타카
- 호쇼 사유리 : 가타세 나나
- 미나미 가오루 : 아시나 세이
- 시키무라 소스케 : 진보 사토시
- 히카게 기요시 : 나미키 시로
- 아사다 아오이 : 후지이 미나
- 다카기 하루카 : 가와시마 우미카
- 안자이 마코 : 도쿠나가 에리
- 다치카와 히데 : 히사노 마사히로
- 구도 아키라 : 구보타 마사시
- 무나카타 히토미 : 무라오카 노조미
- 오키타 고이치 : 구도 슌사쿠
- 사와키타 미키/블루투스 : 아나미 아츠코
- 후나키 간스케 : 호타루 유키지로
- 이바 마사히로 : 오자키 우소
- J/간자키 준 : 나리미야 히로키
- 데카도 조이치 : TET
- 도미나가 쿄코 : 미나자와 미호
- 아리무라 노조미 : 츠네요시 리에
- 미야모토 아키라 : 아베 도모리
- 니시다 소타로 : 도자와 야스아키
- 안도 켄/블루 버드 : 야마구치 류토
- 다나베 료 : 나가쿠라 다이스케
- 고바야시 다이스케 : 다니구치 쇼타
- 시로타 마나부 : 다키토 겐이치
- 이시카와 : 노마구치 도오루
- 아사쿠라 : 사에키 아라타
- 구로사키 : 야마나카 아츠시
- 야스오카 게이타로 : 하마다 아키라
- 오오스기 겐이치 : 다나카 도오루
- 야스다 유키코 : 에구치 노리코
- 나카가와 사오리 : 하라다 카나
- 무라카미 안리 : 와타나베 시호
- 가마타 준이치로 : 사이토 아유무
- 구조 아키히코 : 류 라이타
- 엔마 다카오 : 나카하라 다카오
- 가미시마 시몬 : 시마다 규사쿠
- 다카기 류노스케 : 다나카 테츠시
- 기리시마 고로 : 요시자와 히사시

Season2부터의 출연자
- 미즈사와 히비키 : 쿠로카와 토모카
- 하기와라 타로 : 타카시마 마사히로
- 가이토 히데미츠 : 마타헤이 데이빗 고타로
- 마키무라 신지 : 미카미 겐세이
- 다쿠마 요코 : 아키타 마코토
- 시마무라 다이 : 후지키 다카시
- 다케우치 유키 : 다키자와 료코
- 히키타 미츠토시 : 야시바 도시히로
- 야기 유스케 : 다케우치 도시
- 레이디버드 : 야시로 미나세
- 비스트 : 히노 다츠야
- 모스키트 : 배정민
- 호타루 : 가네하라 안나
- 홀넷/후지시로 소타 : 카미키 류노스케(우정 출연)
- 에모토 카나 : 아베 마유
- 스파이더/시키무라(구라노) 리사 : 미츠시마 히카리
- 다네다 노보루 : 미야우치 아츠시
- 나카바야시 노부유키 : 조 다미야스
- 와다 유카 : 하시모토 아키
- 아카시로 가즈히코 : 호리베 게이스케
- 스즈이 타쿠야 : 야나기사와 다카히코
- 교수 : 츠가야마 마사네

### 스태프
- 프로듀서 : 마키타 미츠하루, 히구치 유카, 고베 아키라
- 협력 프로듀서 : 이시마루 아키히코
- 각본 : 마키타 미츠하루, 와타나베 유스케
- 연출 : 히라노 슌이치, 하타노 다카부미, 미야시타 겐사쿠, 아소 마나부, 와타세 아키히코
- 음악 : 이즈츠 아키오
- 음악 프로듀서 : 시다 히로히데
- 제작 : 도호, TBS

### 주제가
- flumpool 〈Over the rain ~빛의 다리~〉(Over the rain ~ひかりの橋~ - ~히카리노하시[*]) (A-Sketch) (Season1)
- flumpool 〈잔상〉(残像 잔조-[*]) (Season2)

### 원작에서 바뀐점
- 후지마루 일행 5명 신문부원들은 2학년으로 통일 되었다.
- THIRD-i의 정식 명칭이 ‘공안조사청 조사 제1부 제3과’에서 ‘경찰청 경비국 공안 특수 3과’로 바뀌었다.
- 히카게가 테러 조직의 일원이 되어있다.
- 잭 데이먼을 비롯한 테러리스트 멤버등의 이름이 일본풍의 별명으로 바뀌었다. 일부 등장 인물의 이름이 원작과는 다르다.
- 카노에게는 하루카와 동갑인 딸이 있고, 원작보다 나이가 조금 더 많다.
- 원작에서는 J가 후지마루 일행 또래의 소년이며 오토야의 동생이었지만, 드라마에서는 대학 강사를 한 적이 있는 수학자라는 설정. 때문에 오토야를 “내 동생”이라고 부른다.
- 시키무라도 자신의 연구를 위해 테러리스트에게 ‘BLOODY-X’를 주는 악역으로 그려진다.
- THIRD-i가 후지마루를 대하는 방법이 더욱 거칠다.
- 호쇼가 스파이임이 발각된 계기가 원작은 바이러스 테러를 상사에게 보고하지 않은 것. 드라마는 쫓아오는 조직의 차 색깔을 보일리 없는 터널 속에서 무심코 말해 버린 점으로 변경되었다.
- 히데의 죽음에 관해서는, 원작은 BLOODY-X 발병 후 마우로가 쏜 총에 맞아 사망. 드라마에서는 항바이러스제를 마시지 못해 사망한 것으로 그려진다. 또 그 죽음을 다른 신문부원들이 간호를 하는 등, 보다 무겁게 전개 된다.
- 사망하는 인물이 원작보다 많다.
- 원작에서 마탄의 사수의 ‘비스트’는 타카기 류노스케지만, 드라마는 시즌1에서 류노스케가 사망했기 때문에 다른 사람이다.
- 원작과 비교하면 후지마루가 감정적으로 행동하는 장면이 많아, 하루카나 친구들이 인질에게 붙잡힌 장면 등에서는 원작 이상으로 평정심을 잃는다.
- 후지마루에게 컴퓨터 조작을 가르친 사람은 원작에서는 어머니 타카기 카나코지만, 드라마에서는 시키무라 리사(쿠라노 리사)이며, 최종화에 그 이야기가 그려진다.
- 원작에서 오토야는 도쿄대 법학부 생이지만 드라마에서는 이공계 학생으로 나온다.
- 아사다 아오이가 시키무라 리사(쿠라노 리사)에 의해 안락사 약을 맞고 죽는다.

### 방송 일자
| BLOODY MONDAY Season1                            | BLOODY MONDAY Season1 | BLOODY MONDAY Season1 | BLOODY MONDAY Season1           | BLOODY MONDAY Season1 | BLOODY MONDAY Season1 | BLOODY MONDAY Season1 |
| 각 화                                            | 방송일                | 서브타이틀 | 각본                            | 연출                  | 시청률                |                       |
| ------------------------------------------------ | --------------------- | --- | ------------------------------- | --------------------- | --------------------- | --------------------- |
| 제1화                                            | 2008년 10월 11일      | 일본 최후의 날! 한명의 목숨인가!? 1000만명의 목숨인가!? 최악의 바이러스 테러 음모와 전설의 천재 해커의 싸움이 드디어 오늘 시작된다!!                                    | 마키타 미츠하루                 | 히라노 슌이치         | 11.4%                 |                       |
| 제2화                                            | 2008년 10월 18일      | 바이러스 테러 드디어 발발!! 다가오는 일본 최후의 날!! | 마키타 미츠하루 와타나베 유스케 | 하타노 다카후미       | 11.4%                 |                       |
| 제3화                                            | 2008년 10월 25일      | 배신자는 누군가! 아군 틈에 숨어있는 적의 그림자!! 테러 주모자, 나타나다                                                                                                 | 마키타 미츠하루 와타나베 유스케 | 미야시타 겐사쿠       | 11.3%                 |                       |
| 제4화                                            | 2008년 11월 01일      | 배신과 비극의 여자!! 밝혀지는 일본 붕괴 테러의 진상!? | 마키타 미츠하루 와타나베 유스케 | 히라노 슌이치         | 10.8%                 |                       |
| 제5화                                            | 2008년 11월 08일      | 도쿄 괴멸!? 밝혀지는 테러 주모자와 목숨을 건 대결!! | 와타나베 유스케                 | 히라노 슌이치         | 12.2%                 |                       |
| 제6화                                            | 2008년 11월 15일      | 일본 최후의 날!? 파괴와 멸망, 그리고 아버지의 진상이 밝혀지는가 | 와타나베 유스케                 | 하타노 다카후미       | 11.6%                 |                       |
| 제7화                                            | 2008년 11월 22일      | 테러의 전모가 오늘밤 밝혀진다!! 비정한 계획이 일본을 습격한다!! | 와타나베 유스케                 | 미야시타 겐사쿠       | 11.9%                 |                       |
| 제8화                                            | 2008년 11월 29일      | 결국 대량 감염!? 구치소에 잠든 범죄자의 대 탈옥 계획 전모 | 와타나베 유스케                 | 히라노 슌이치         | 10.1%                 |                       |
| 제9화                                            | 2008년 12월 06일      | 테러 최종장!! 신이 내려준 교주의 죽음, 그리고 마지막 월요일 | 와타나베 유스케                 | 하타노 다카후미       | 11.1%                 |                       |
| 제10화                                           | 2008년 12월 13일      | 도쿄 염상!? 죽음과 배신과 절규 속, 결국 테러 최종 무대로 | 와타나베 유스케                 | 미야시타 겐사쿠       | 9.9%                  |                       |
| 최종화                                           | 2008년 12월 20일      | 오늘밤 0시 도쿄 괴멸 테러 선언!! 생사를 건 종막으로! | 와타나베 유스케                 | 히라노 슌이치         | 13.2%                 |                       |
| 평균 시청률 11.4% (간토 지방 비디오 리서치 조사) |                       | |                                 |                       |                       |                       |
| BLOODY MONDAY Season2                            |                       | |                                 |                       |                       |                       |
| 각 화                                            | 방송일                | 서브타이틀 | 각본                            | 연출                  | 시청률                |                       |
| 제1화                                            | 2010년 1월 23일       | 오늘밤 일본에 핵투하!! 최악의 테러로 일본 재가동 계획… 충격의 수상 암살 1500만명의 목숨이 한 순간에!! 멈추지 않는 비극에 전설적인 해커의 고독한 싸움이 지금, 시작된다!! | 와타나베 유스케                 | 히라노 슌이치         | 9.5%                  |                       |
| 제2화                                            | 2010년 1월 30일       | 도쿄 괴멸 테러!! 다가오는 테러의 비극과 도쿄 최후의 날!? | 와타나베 유스케                 | 아소 마나부           | 7.9%                  |                       |
| 제3화                                            | 2010년 2월 06일       | 우정과 배신…경악스런 독가스 테러의 진상!! 아군에 적이!? | 와타나베 유스케                 | 아소 마나부           | 8.3%                  |                       |
| 제4화                                            | 2010년 2월 13일       | 히로인의 죽음!! 배신자의 정체가 밝혀진다. 춤추듯 내리는 죽음의 재!? | 와타나베 유스케                 | 히라노 슌이치         | 6.6%                  |                       |
| 제5화                                            | 2010년 2월 20일       | 오늘밤, 일본 침몰!? 결국 최악의 핵이!? | 와타나베 유스케                 | 히라노 슌이치         | 8.4%                  |                       |
| 제6화                                            | 2010년 2월 27일       | 친구의 죽음!? 밝혀진 숙적의 얼굴은!! 최대의 테러가 결국 종막!? | 와타나베 유스케                 | 아소 마나부           | 9.1%                  |                       |
| 제7화                                            | 2010년 3월 06일       | 최종 결전의 시간!! 테러 주모자의 진상과 정체!? 다가온 종언(終焉) | 와타나베 유스케                 | 아소 마나부           | 7.4%                  |                       |
| 제8화                                            | 2010년 3월 13일       | 모든 진상이 밝혀진다!! 주모자는!? 원자력발전소란!? 복수란!? 충격의 진상과 결말!!                                                                                        | 와타나베 유스케                 | 와타세 아키히코       | 7.8%                  |                       |
| 최종화                                           | 2010년 3월 20일       | 이 세상의 끝. 테러의 비극과 결말로!! 밝혀지는 진실과 열쇠 | 와타나베 유스케                 | 히라노 슌이치         | 7.7%                  |                       |
| 평균시청률 8.1% (간토 지방 비디오 리서치 조사)   |                       | |                                 |                       |                       |                       |

### DVD
- 블러디 먼데이 시즌1 DVD-BOX I (2009년 1월 23일 발매) ASBP-4326
- 블러디 먼데이 시즌1 DVD-BOX I (2009년 3월 27일 발매) ASBP-4327
- 다큐멘터리 of 블러디 먼데이 (2010년 3월 5일 발매)
- 블러디 먼데이 시즌2 DVD-BOX (2010년 6월 25일 발매)